# Rolf Stommelen
Rolf Stommelen (n. 11 iulie 1943, Siegen, Germania – d. 24 aprilie 1983, Riverside, California, SUA) a fost un pilot de Formula 1. De-a lungul carierei a luat startul în 53 de curse, niciuna din pole-position. Nu a câștigat nicio cursă și a terminat o singură dată pe podium, acumulând 14 puncte în întreaga activitate ca pilot de Formula 1.